# 豪森 (图林根州)
豪森（德語：Hausen，發音：[ˈhaʊzn̩] ⓘ）是德国图林根州艾希斯费尔德县曾经的一个市镇，面积4.3平方千米，2017年12月31日人口为416人。2019年1月1日，豪森与另外3个市镇并入市镇下奥舍尔。